# William B. Kean

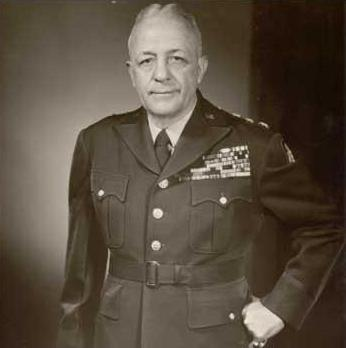
William B. Kean

William Benjamin Kean (* 9. Juli 1897 in Buffalo, Erie County, New York; † 10. März 1981 in Winter Park, Orange County, Florida) war ein Generalleutnant der United States Army. Er war unter anderem Kommandeur der 5. Armee.
Im Jahr 1918 absolvierte William Kean die United States Military Academy in West Point. Nach seiner Graduation wurde er als Leutnant der Infanterie zugeteilt. In der Armee durchlief er anschließend alle Offiziersränge vom Leutnant bis zum Drei-Sterne-General.
Im Lauf seiner militärischen Karriere absolvierte Kean verschiedene Kurse und Schulungen. Dazu gehörten unter anderem der Infantry Officer Course in Fort Benning (1919) und das Command and General Staff College in Fort Leavenworth (1939).
In seinen jüngeren Jahren absolvierte er den für Offiziere in den niederen Rangstufen üblichen Dienst in verschiedenen Einheiten und Standorten in den Vereinigten Staaten. Dazu gehörten auch Aufgaben als Stabsoffizier in verschiedenen Hauptquartieren. Nach dem Ende des Ersten Weltkriegs besichtigte er auf einer Europareise die dortigen Schlachtfelder. Von 1921 bis 1923 war er auf den Philippinen stationiert. Danach setzte er seine Laufbahn in den Vereinigten Staaten fort. Unter anderem war er auf Hawaii Dozent für Militärwissenschaften.
Zwischen dem 1. Juli 1939 und dem 11. März 1942 war Kean Stabsoffizier in der Abteilung für Personalangelegenheiten (G1) im Hauptquartier der Infanterie. In diese Zeit fiel der amerikanische Eintritt in den Zweiten Weltkrieg. Vom März bis zum September 1942 leitete Kean die Personalabteilung des Replacement & School Commands. Anschließend war er bis März 1943 Stabschef der 28. Infanteriedivision. Diese war zu diesem Zeitpunkt noch in den Vereinigten Staaten stationiert und wurde auf einen Kriegseinsatz vorbereitet. Zwischen dem 15. April und dem 8. September 1943 war er Stabschef beim II. Korps, das damals am Nordafrikafeldzug der Alliierten teilnahm. Am 9. September 1943 wurde William Kean Stabschef bei der 1. Armee. Diese Position bekleidete er bis Oktober 1947. Er war an der Planung und Durchführung der Landung der Alliierten in der Normandie beteiligt. Im weiteren Verlauf des Krieges drang Kean mit der 1. Armee weit nach Deutschland vor.
In den Jahren 1947 und 1948 kommandierte Kean die 5. Infanteriedivision und die Garnison von Fort Jackson in South Carolina. Es folgte das Kommando über die 25. Infanteriedivision, das er in den Jahren 1948 bis 1951 innehatte. Zwischen März und August 1950 kommandierte Kean das I. Korps. Im Jahr 1951 wurde er neuer Oberbefehlshaber des gerade reaktivierten III. Korps. Dieses Kommando hatte er zwischen März 1951 und Juli 1952 inne. Danach wurde er als Nachfolger von Albert C. Smith neuer Kommandeur der 5. Armee. Dieses Amt bekleidete er bis zu seiner Pensionierung im Jahr 1954.
Nach seiner Pensionierung arbeitete Kean bis 1957 als Geschäftsführer für die Chicago Housing Authority (städtische Baubehörde von Chicago). Später war er für einige Zeit Direktor für Öffentlichkeitsarbeit am Morton Plant Hospital in Clearwater in Florida. Er starb am 10. März 1981.

## Orden und Auszeichnungen
William Kean erhielt im Lauf seiner militärischen Laufbahn unter anderem folgende Auszeichnungen:
- Army Distinguished Service Medal (3-Mal)
- Silver Star
- Bronze Star Medal
- Legion of Merit
- Distinguished Flying Cross